# Lars-Erik Ljungkvist
Lars-Erik Ljungkvist, född 28 november 1941 i Malmö Sankt Johannes församling i Malmöhus län, är en svensk militär.

## Biografi
Lars-Erik Ljungkvist avlade officersexamen vid Krigsskolan 1968 och utnämndes samma år till löjtnant i armén. Han befordrades till kapten vid Wendes artilleriregemente 1972. Från 1975 tjänstgjorde han vid Hälsinge regemente. Åren 1977–1978 deltog han i en FN-insats i Mellanöstern och befordrades 1979 till major. År 1983 infördes han i Försvarets intendenturkår och tjänstgjorde 1983–1987 som ställföreträdande enhetschef vid Dalregementet. Han befordrades 1987 till överstelöjtnant i Försvarets intendenturkår och var chef för materiel vid Dalregementet 1987–1990. Han var sektionschef vid Hälsinge regemente 1990–1993 och depåchef där 1993–1997. Under år 1994 var han tillförordnad försvarsområdesbefälhavare för Gävleborgs försvarsområde och tillförordnad chef för Hälsinge regemente. Åren 1997–1998 tjänstgjorde han vid Dalregementet och i avvecklingsorganisationen i Gävle.